# Slaby-Beringer
Slaby-Beringer fue un fabricante alemán de automóviles, especialmente de automóviles eléctricos, activa en Charlottenburg desde 1919 hasta 1924.

## Historia

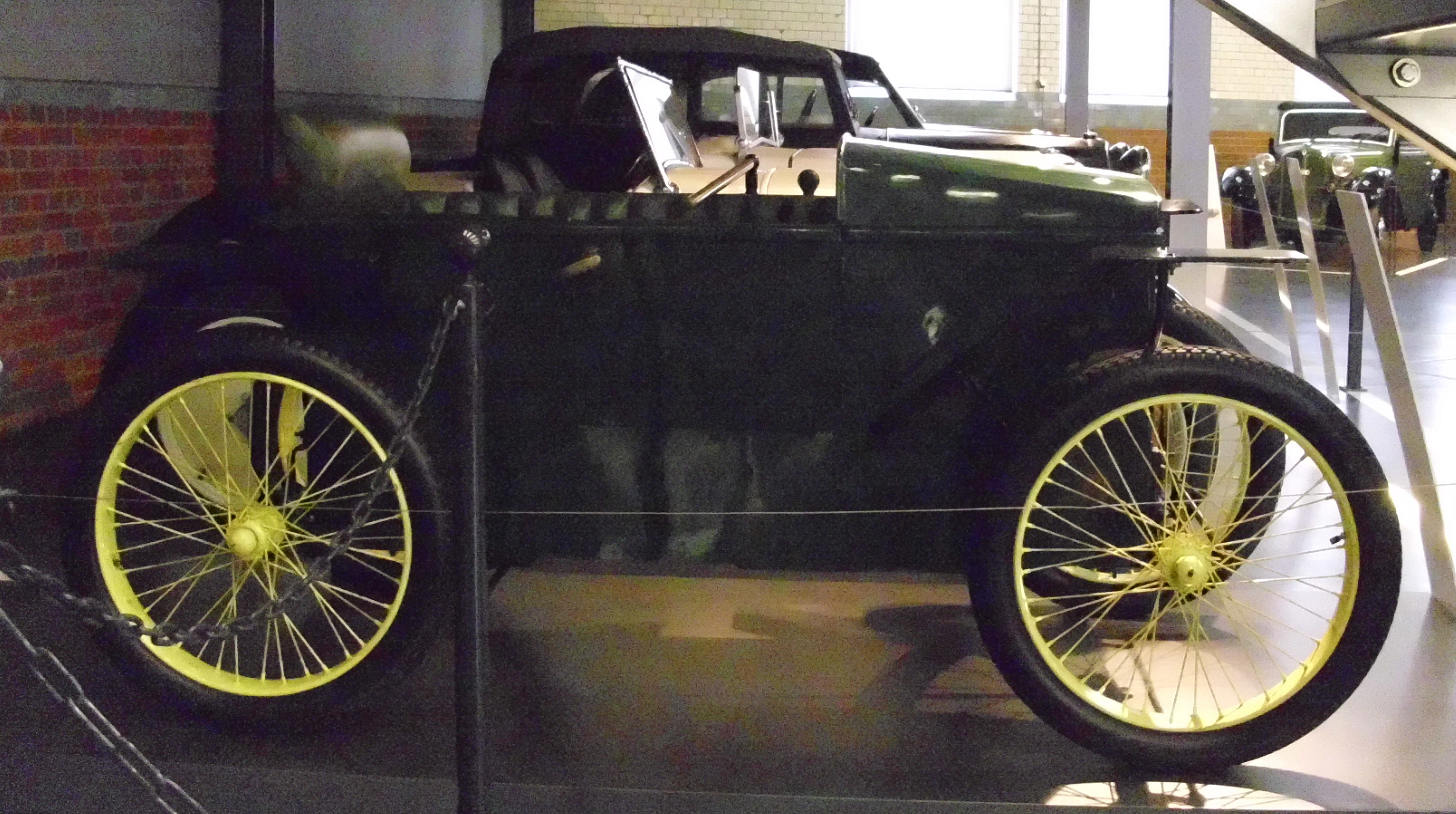
Slaby-Beringer Elektrowagen, 1920

Rudolf Slaby, nacido en Berlín en 1887, era hijo de Adolf Slaby, profesor de la Universidad Técnica de Berlín y cofundador de Telefunken. Rudolf comenzó su carrera en la industria aeronáutica alemana, pero después del Tratado de Versalles (1919), la construcción de aviones fue prohibida en Alemania y tuvo que dedicarse a otras actividades.
Recibió su doctorado en 1919 por la Universidad de Hannover, y en el mismo año fundó con su primo Hermann Beringer la empresa SB-Automobil-Gesellschaft m.b.H., dedicada a la fabricación de pequeños coches eléctricos. La producción comenzó inicialmente en Berlín-Charlottenburg en la antigua Sophienstrasse 19-22, cerca de la actual Universidad Técnica de Berlín.
Slaby diseñó un pequeño automóvil monoplaza impulsado por un motor eléctrico. Este revolucionario desarrollo contaba con una carrocería autoportante hecha de plástico triplex y fue especialmente concebido para los inválidos de guerra, que por lo general no contaban con el dinero necesario para adquirir uno de estos vehículos.
Jørgen Skafte Rasmussen, propietario de la Zschopauer Motorenwerke, que fabricaba motocicletas con motores de dos tiempos de la marca DKW, conoció a Rudolf Slaby en Berlín en el verano de 1919, cuando viajaba en su pequeño coche eléctrico. Rasmussen se mostró entusiasmado e inmediatamente hizo un pedido a Slaby de un centenar de coches denominados "Slaby-Beringer", que ofreció en la feria de Leipzig. Su peso era de 180 kg incluidas las baterías.
Hermann Beringer convenció más tarde a su primo para que construyera un biplaza propulsado por un motor DKW. A partir de 1920, se vendieron 200 automóviles en el Japón, que fue el principal mercado de venta de vehículos eléctricos en el período siguiente. Allí, la mayoría de los coches fueron encargados por las autoridades estatales y por las empresas de taxis. Se llegó a fundar la compañía japonesa y alemana Cyclecar Co. Osaka, que publicaba su propia revista de empresa.
Debido a la inflación, la empresa, que dependía de garantías, era económicamente débil a pesar del exitoso negocio de exportación. Después del devastador gran terremoto de Kantō de 1923, que supuso la pérdida de un importante envío de vehículos y la quiebra del importador nipón, los negocios con Japón colapsaron.
Rasmussen continuó apoyando financieramente a la empresa, que comenzó la producción de automóviles pequeños con motores de gasolina DKW. Pero esta ayuda no fue suficiente, y en junio de 1924 la SB-Automobil-Gesellschaft tuvo que declararse en quiebra. Se fabricaron un total de 2005 coches, 266 de ellos con motores DKW. El 1 de septiembre de 1924 se cerró la planta de producción en Berlín.
Para no perder sus inversiones, Rasmussen se hizo cargo de los restos de la empresa tras la quiebra, agregándolos a su grupo como J. S. Rasmussen AG, sucursal de Berlín. Rudolf Slaby se convirtió en diseñador y director técnico en la empresa de Rasmussen y creó el primer automóvil DKW en 1927/28. Se trataba del DKW P 15 PS, propulsado por un motor de motocicleta bicilíndrico de dos tiempos refrigerado por agua y con una carrocería autoportante de madera contrachapada.